# Handball-DDR-Oberliga (Frauen) 1965/66
Die DDR-Handballoberliga der Frauen 1965/66 wurde sowohl im Hallenhandball wie auch im Feldhandball zur Ermittlung der jeweiligen DDR-Meister ausgetragen.

## Hallenhandball

### Punktspiele
In der Hallenhandball-Oberliga der Frauen wurden die Punktspiele vom Dezember 1965 bis zum Februar 1966 ausgetragen. Beteiligt waren neun Mannschaften, unter ihnen die Titelverteidigerinnen vom SC Leipzig und Neuling Dynamo Leipzig. Neuer Meister wurden die Frauen vom SC Empor Rostock, die als einzige Mannschaft ungeschlagen blieb. Einziger Absteiger war Dynamo Leipzig.
| Pl.                                                                         | Mannschaft                   | Sp  | S  | U | N  | Tore    | Punkte |
| 1                                                                           | SC Empor Rostock             | 16  | 14 | 2 | 0  | 155:068 | 30:02  |
| 2                                                                           | SC Leipzig (M)               | 15* | 11 | 1 | 3  | 150:084 | 23:07  |
| 3                                                                           | BSG Fortschritt Weißenfels   | 15* | 10 | 2 | 3  | 119:082 | 22:08  |
| 4                                                                           | SC Magdeburg                 | 16  | 8  | 1 | 7  | 143:134 | 17:15  |
| 5                                                                           | TSC Berlin                   | 16  | 7  | 2 | 7  | 110:114 | 16:16  |
| 6                                                                           | BSG Empor Halloren Halle (N) | 16  | 6  | 0 | 10 | 110:140 | 12:20  |
| 7                                                                           | BSG Lokomotive Rangsdorf     | 16  | 3  | 4 | 9  | 096:137 | 10:22  |
| 8                                                                           | SG Dynamo Karl-Marx-Stadt    | 16  | 3  | 1 | 12 | 104:157 | 07:25  |
| 9                                                                           | SG Dynamo Leipzig (N,A)      | 16  | 2  | 1 | 13 | 090:161 | 05:27  |
| * das Spiel SC Leipzig – BSG Fortschritt Weißenfels wurde nicht ausgetragen |                              |     |    |   |    |         |        |

## Feldhandball

### Punktspiele
Die Feldhandball-Oberliga wurde von April bis Juli 1966 mit 18 Mannschaften ausgetragen. Die wurden auf zwei Staffeln nach regionalen Gesichtspunkten verteilt, wobei in der Nordstaffel nur acht Teams spielten. Es wurden alle Mannschaften der Vorsaison übernommen, und es gab keine Aufsteiger. Beide Staffelsieger, unter ihnen Titelverteidiger SC Empor Rostock, ermittelten im Endspiel den neuen Meister. Ab 1966/67 wurden bei den Frauen im Feldhandball keine Meisterschaften mehr ausgetragen.
| Pl.                                                                 | Mannschaft               | Tore    | Punkte |
| 1                                                                   | SC Empor Rostock (M)     | 129:046 | 26:02  |
| 2                                                                   | TSC Berlin               | 104:069 | 20:06  |
| 3                                                                   | SC Magdeburg             | 101:073 | 17:11  |
| 4                                                                   | BSG Traktor Dummerstorf  | 080:096 | 15:11  |
| 5                                                                   | TSG Wismar               | 079:086 | 15:13  |
| 6                                                                   | BSG Post Magdeburg       | 059:109 | 08:20  |
| 7                                                                   | BSG Lokomotive Rangsdorf | 073:106 | 05:23  |
| 8                                                                   | BSG Motor Stralsund      | 050:090 | 04:24  |
| das Spiel TSC Berlin – Traktor Dummerstorf wurde nicht ausgetragen. |                          |         |        |

| Pl. | Mannschaft                 | Tore    | Punkte |
| 1   | BSG Fortschritt Weißenfels | 154:062 | 36:0   |
| 2   | SC Leipzig                 | 180:073 | 32:04  |
| 3   | BSG Aktivist K.M. Zwickau  | 100:113 | 20:16  |
| 4   | BSG Empor Halloren Halle   | 085:088 | 19:17  |
| 5   | SG Dynamo Karl-Marx-Stadt  | 094:106 | 18:18  |
| 6   | BSG Lokomotive Dresden     | 083:101 | 15:21  |
| 7   | BSG ZAB Dessau             | 078:125 | 13:23  |
| 8   | BSG Chemie Piesteritz      | 070:104 | 11:25  |
| 9   | SG Dynamo Leipzig          | 062:098 | 09:27  |
| 10  | BSG Motor Weimar           | 060:096 | 07:29  |

### Endspiel
(7. August 1966 im Zerbster Friedrich-Ludwig-Jahn-Stadion)
SC Empor Rostock – BSG Fortschritt Weißenfels 7:5 (3:3)
„Mit Erfolg verteidigte der SC Empor Rostock seinen deutschen Meistertitel im Feldhandball der Frauen. Die Rostocker Handballfrauen besiegten am Sonntag in Zerbst im Endspiel Fortschritt Weißenfels knapp mit 7:5 (3:3). Damit eroberte sich der SC Empor den Meistertitel zum drittenmal hintereinander. Bis zur 30. Minute (5:5) war das Spiel noch völlig offen. Fortschritt Weißenfels hatte bis zu diesem Zeitpunkt ständig einen Treffer vorgelegt, doch postwendend erfolgte stets der Ausgleich. Als dann die Spielerinnen um Inge Schanding in der letzten Phase das Querspiel übertrieben, nutzten die Rostockerinnen ihre Chance. Mit druckvollen Kombinationen wurde die Weisenfelser Abwehr zweimal ausgespielt. Mester und die Nationalspielerin Grosse stellten mit zwei Treffern den nicht unverdienten 7:5-Erfolg her.“ (Neues Deutschland, 8. August 1966, S. 4)
| Rostock: Renate Biemann – Dittmann, Marlen Baumann (1), Erika Bergmann, Bärbel Grosse (2), Engel, Waltraud Mester (3), Dagmar Ziebert, Evelyn Kikillus (1), Apel, Gerine Hauptmann, Karin Preuß Weißenfels: Bürtig – Ulbricht, Lettau, Martin, Reinhardt (1), Kujanski, Inge Schanding (1), Kahnt, Burkhardt, Hörisch (1), Pullert (2), Fischer |

## Erläuterungen
1. ↑  A=Absteiger, M=Meister, N=Neuling